# GTF2F1
La subunidad 1 del factor iniciador de la transcripción IIA (GTF2A1) es una proteína codificada en humanos por el gen gtf2A1.

## Interacciones
La proteína GTF2F1 ha demostrado ser capaz de interaccionar con:
- TAF1[3][4][5][6]
- HNRPU[7]
- GTF2H4[8]
- CTDP1[9]
- Proteína de unión a TATA[8][4][6]
- POLR2A[8][10]
- MED21[8][11]
- TAF11[8]
- Factor de respuesta al suero[12][13]
- TFIIB[8][14]